# Reformierte Kirche Uerkheim

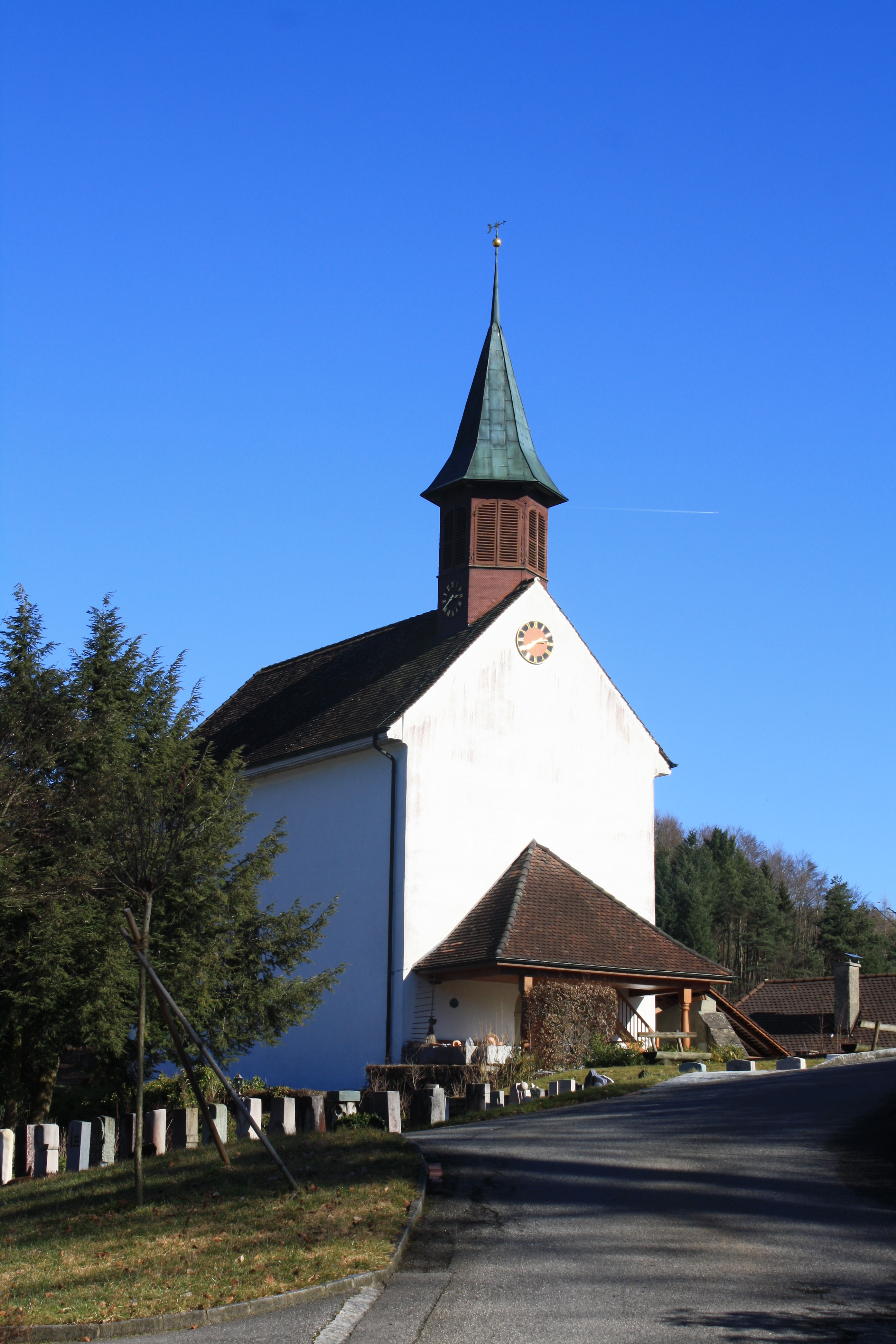
Kirche Uerkheim

Die reformierte Kirche Uerkheim  ist die Dorfkirche der aargauischen Gemeinde Uerkheim in der Schweiz.

## Geschichte
1159 erfolgte die erste urkundliche Erwähnung der Uerkner Kirche, als Papst Hadrian IV. sie unter den Schutz des Klosters Muri stellte. Später war der Kirchensatz im Besitz der Herren von Ifenthal, ab 1395 der Grafen von Falkenstein und ab 1458 der Stadt Solothurn. Nach der Einführung der Reformation im Jahr 1528 gelangte der Kirchensatz durch Tausch an die Stadt Bern, bis er dann 1803 vom Kanton Aargau übernommen wurde. Die Bausubstanz der Kirche, die ursprünglich dem Heiligen Silvester geweiht war, geht bis auf die Romanik des 12. Jahrhunderts zurück. Der Chor wurde im Jahr 1520 angebaut. 1828 kamen die Empore und das heutige Dach hinzu.

## Gebäude und Ausstattung
Die Kirche steht erhöht über der Einmündung des Dorfbaches in die Uerke und ist nach Nordosten gerichtet. An das rechteckige Kirchenschiff schliesst sich der dreiseitig geschlossene, aus Sandsteinquadern geformte Chor an. Auf dem Satteldach befindet sich ein Dachreiter mit Spitzhelm, wodurch das Gebäude eher wie eine Kapelle wirkt.
Bemerkenswert am Chor ist das einjochige Netzgewölbe. Auf den beiden Schlusssteinen sind ein Agnus Dei und ein Berner Wappen aufgemalt. Ähnlich wie im 1517 vollendeten Berner Münster sind die Zwickel der Gewölbefelder mit Blumen- und Blattornamenten ausgefüllt. Am Scheitel der spitzbogigen Choröffnung ist das Wappen Uerkheims angebracht.
Im Chor sind die Fenster mit Glasmalereien geschmückt, die von den Chorherrenstiften Schönenwerd und Zofingen sowie von der Stadt Bern gestiftet wurden. Dargestellt werden die Madonna auf der Mondsichel, die Heiligen Leodegar, Vinzenz und Mauritius sowie das Berner Wappen. Die zwei Glocken im Dachreiter wurden 1876 und 1939 von H. Rüetschi in Aarau gegossen.
Auf der Empore befindet sich eine Orgel von Neidhart & Lhôte aus dem Jahr 1974 mit 11 Registern.